# بولچکه
بولچکه (به مجاری:  Bölcske) یک شهرداری در مجارستان است که در پاکش واقع شده‌است. بولچکه ۵۸٫۷۸ کیلومتر مربع مساحت و ۲٬۹۰۴ نفر جمعیت دارد.